# Kosmos 39
Kosmos 39 – radziecki satelita telekomunikacyjny wysłany wraz z bliźniaczymi Kosmos 38 i 40. Były to pierwsze trzy statki typu Strzała.